# Kuželj
Kuželj este o localitate din comuna Kostel, Slovenia, cu o populație de 54 de locuitori.